# Ranjit Singh
Maharaja Ranjit Singh (ਮਹਾਰਾਜਾ ਰਣਜੀਤ ਸਿੰਘ) (13 tháng 11 năm 1780 ở Gujranwala, đế quốc Mogul – 20 tháng 6 năm 1839 ở Lahore, đế quốc Sikh) là vị quốc vương đầu tiên của đế quốc Sikh tại vùng Ngũ Hà (Punjab - nay thuộc biên giới Ấn Độ-Pakistan), có biệt danh Sher-e-Punjab (Sư tử Ngũ Hà). Ông lãnh đạo dân Punjab đánh bại các cuộc xâm lược của người Hồi giáo, đặc biệt là chiến thắng trước người Afghanistan, và ông đã thiết lập mối quan hệ giao hảo với người Anh.

## Thuở thiếu thời
Ranjit Singh sinh ra ở Gujranwala (Pakistan ngày nay), trong một gia đình Sandhu Sikh (Theo một số sử gia có nguồn gốc Jatt và một số người Sansi có quyền khác), nhánh thuộc misl Sukerchakia. Ông thuộc một nhánh của người Sikh ở Bắc Ấn và Pakistan. Khi còn thơ ấu, ông bị bệnh đậu mùa và kết quả là bị mất một mắt. Trong thời gian đó, phần lớn vùng Punjab được cai trị bởi Liên minh Sikh theo cơ cấu Sarbat Khalsa, cũng như người Afghan, và vùng đất này bị phân chia giữa những "tộc chiến" được gọi là misl. Thân phụ Ranjit Singh là Maha Singh giữ chức Tổng chỉ huy của misl Sukerchakia và cai quản vùng đất ở phía tây Punjab, nằm quanh các tổng hành dinh của ông ở Gujranwala. Ranjit Singh kế vị cha ở tuổi 12. Sau vài cuộc chiến tranh, các kẻ thù phải công nhận ông là vị thủ lĩnh của họ, và ông thống nhất các bè phái người Sikh thành một nhà nước.

## Đại Vương xứ Ngũ hà

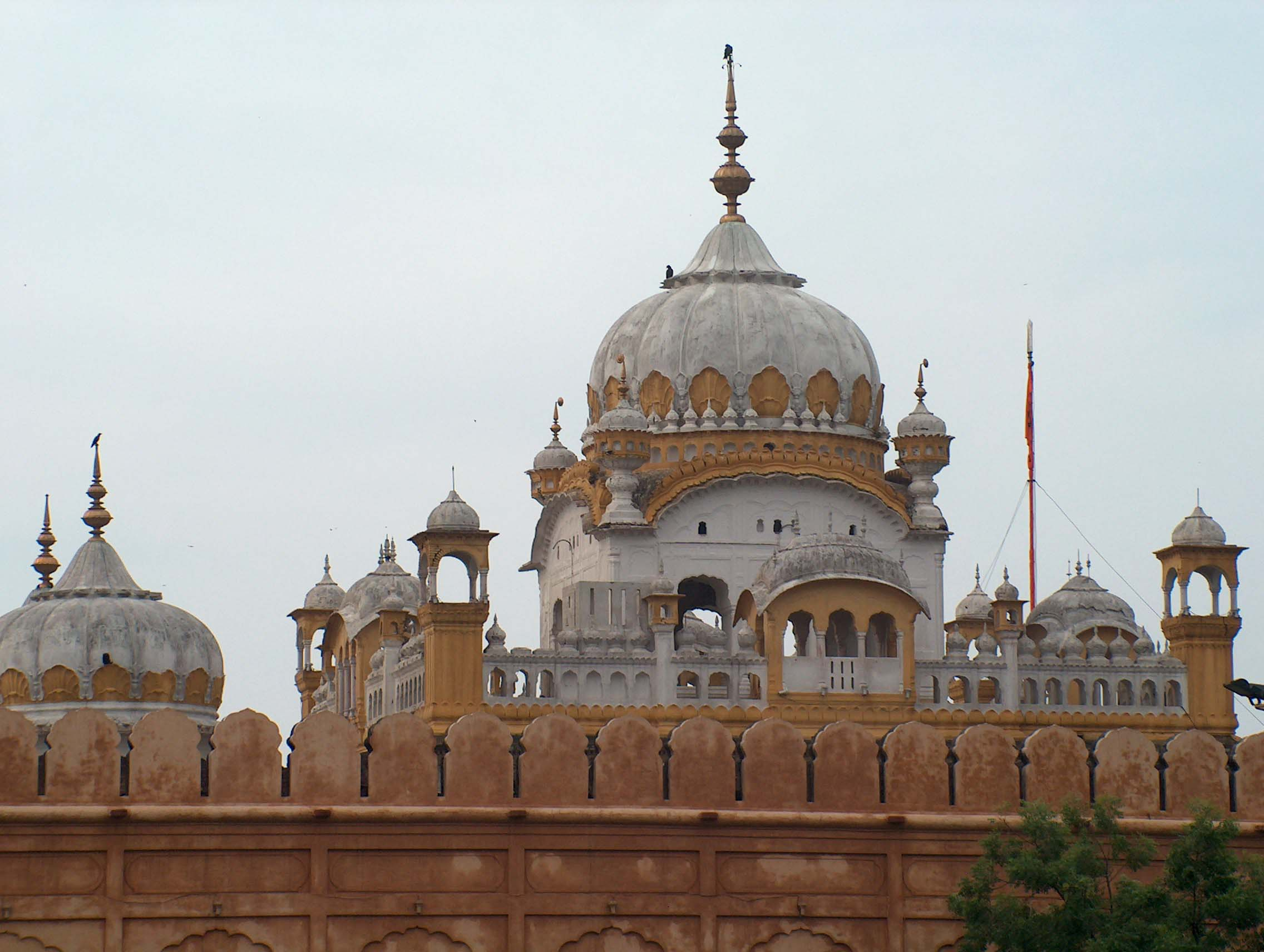
Samadhi của Ranjit Singh ở Lahore, Pakistan

Ranjit Singh đăng quang ngày 12 tháng 4 năm 1801 (xảy ra đồng thời với Baisakhi). Sahib Singh Bedi, hậu duệ của Guru Nanak Dev, đã chỉ đạo việc thực hiện lễ đăng quang. Ông đóng đô tại Gujranwala từ năm 1799 đến năm 1902. Năm 1802 ông thiên đô về Lahore. Ranjit Singh vươn tới quyền lực trong một thời gian rất ngắn, từ một thủ lĩnh của một misl Sikh cuối cùng đã lên ngôi Đại vương (Maharaja) của vùng Punjab.
Trong những năm tới ông giao chiến với quân Afghanistan, đuổi họ ra khỏi vùng Punjab. Ông cũng chiếm các lãnh thổ của người Pashtun trong đó có Peshawar (nay là Tỉnh Biên giới Tây Bắc và các khu vực có bộ lạc sinh sống). Đây là lần đầu tiên người Pashtun Peshwar nằm dưới quyền thống trị của người Punjab. Ông đã chiếm tỉnh Multan bao quanh các phần đất phía bắc Punjab, Peshawar (1818), Jammu và Kashmir (1819). Thế là Ranjit Singh đã đặt dấu chấm cho hơn ngàn năm thống trị của Hồi giáo. Ông cũng chinh phạt các nhà nước vùng đồi núi ở phía bắc Anandpur Sahib, nước lớn nhất là Kangra. Khi Ngoại giao Đại thần của Ranjit Singh là Fakir Azizuddin, gặp Toàn quyền Anh ở Ấn Độ, Huân tước Auckland, ở Simla, Auckland đã hỏi Fakir Azizuddin rằng vua Sikh bị chột bên mắt nào. Azizuddin trả lời: Đại Vương của chúng tôi là một vầng mặt trời và mặt trời ấy chỉ có một mắt.